# День, когда умерла музыка
«День, когда умерла музыка» (англ. The Day the Music Died) — название авиационной катастрофы, произошедшей во вторник, 3 февраля 1959 года, в Айове близ Клир-Лейка, в которой погибли три американских рок-музыканта: Бадди Холли, Ричи Валенс и Биг Боппер, а также пилот Роджер Питерсон. Позднее певец Дон Маклин назвал эту трагедию «Днём, когда умерла музыка», написав о ней песню «American Pie».
После окончания контракта с группой The Crickets Холли собрал новый музыкальный коллектив из Уэйлона Дженнингса, Томми Оллсапа и Карла Банча с целью провести турне «Winter Dance Party». Гастрольный состав также подразумевал участие начинающих музыкантов — Ричи Валенс и Биг Боппер, которые выступали «на разогреве» и продвигали собственные записи. По замыслу Холли они должны были посетить 24 города в течение трёх недель.
Большие расстояния между городами, погода и плохие условия проживания в гастрольном автобусе негативно сказывались на состоянии музыкантов. Несколько человек заболели гриппом, а Банч был госпитализирован из-за обморожения. Раздосадованный бытовыми условиями, Холли решил зарезервировать чартерный самолёт, когда они отыграли очередной концерт в концертном зале Surf Ballroom в Клир-Лейке, чтобы побыстрее достичь следующего места в гастрольном графике — города Мурхед в Миннесоте. Владелец Surf Ballroom Кэрролл Андерсон заказал для них чартер в фирме Dwyer Flying Service. Вместе с Холли полетели Ричардсон, который был очень слаб из-за гриппа и занял место Уэйлона Дженнингза, а также Ричи Валенс, который выиграл свой билет у Томми Оллсапа в орлянку. Дион Димуччи (Dion and the Belmonts) решил не лететь с ними, так как его оттолкнула цена билета в 36 долларов (эквивалент 291 долларов в 2015 году).
Расследование авиакатастрофы выявило, что вскоре после взлёта сочетание плохих погодных условий и ошибки пилота вызвало пространственную дезориентацию, из-за которой пилот потерял контроль над самолётом. Хьюберт Дуайер, владелец чартерной компании, не смог установить радиосвязь с бортом и объявил самолёт пропавшим без вести. На следующее утро он вылетел на поиски и обнаружил место крушения менее, чем в 9,7 км к северо-западу от аэропорта в кукурузном поле. Дуайер уведомил власти, к месту крушения выехал заместитель шерифа Билл Макгилл, который обнаружил тела пассажиров и пилота. Позднее они были идентифицированы Кэрроллом Андерсоном.

## События перед аварией

График турне «Winter Dance Party Tour»

Турне «The Winter Dance Party» было запланировано для проведения в течение трёх недель концертов в двадцати четырёх городах Среднего Запада США. Помимо Бадди Холли, в турне должны были участвовать музыканты его группы: Уэйлон Дженнингз (бас), Томми Оллсап (гитара) и Карл Банч (ударные), а также набиравшие популярность исполнители Ричи Валенс, Джайс Перри «Биг Боппер» Ричардсон и Дион Димуччи, чтобы рекламировать собственные записи и заработать денег.
Тур стартовал в городе Милуоки 23 января 1959 года. Основной проблемой гастрольного графика было количество поездок, так как во время планирования турне расстояние между городами не являлось определяющим фактором. Также возникли сложности с транспортом: автобус, используемый для перевозки музыкантов, был плохо подготовлен, его система отопления сломалась вскоре после начала тура. Барабанщик Холли — Карл Банч — получил серьёзное обморожение ноги из-за низкой температуры внутри автобуса и был госпитализирован. Пока он выздоравливал, Бадди Холли и Ричи Валенс по очереди играли на ударной установке. Музыканты заменили этот автобус школьным автобусом и продолжили путешествие.
Концерт в Клир-Лейк не был запланирован изначально, но промоутеры, надеясь заполнить свободную дату в графике, позвонили Кэрроллу Андерсону (англ. Carroll Anderson), который был менеджером танцзала Surf Ballroom, и предложили ему организовать шоу. Он согласился, и дата концерта была согласована в течение понедельника, 2 февраля.
К тому времени Бадди Холли был уже изрядно раздражён условиями проживания в гастрольном автобусе. Согласно документальному фильму «VH1. По ту сторону музыки: День, когда умерла музыка», Холли также был раздосадован тем, что у него кончились чистые майки, носки и нижнее белье. Он должен был сдать бельё в прачечную перед следующим выступлением, поскольку местная прачечная в Клир-Лейк в тот день была закрыта. Холли сказал своим товарищам по группе, что как только шоу закончится, они должны попытаться забронировать самолёт, чтобы добраться до следующего города — Мурхед, что позволит ему зайти в прачечную.
О полёте договорились с Роджером Питерсоном — 21-летним местным пилотом, который работал в фирме Dwyer Flying Service из Мейсон-Сити. Одно посадочное место обошлось музыкантам в 36 долларов, лететь должны были на одномоторном Beechcraft Bonanza B35, регистрационный номер «N3794N». Помимо пилота, самолёт мог вместить трёх пассажиров. Местом назначения был город Фарго в Северной Дакоте.
Ричардсон (Биг Боппер) заболел гриппом во время тура и попросил Уэйлона Дженнингза, одного из музыкантов Холли уступить ему место в самолёте, Дженнингз согласился. Когда Холли узнал, что Дженнингз передумал лететь, он сказал в шутку, «Что ж, я надеюсь, что ваш допотопный автобус замёрзнет», а Дженнингз ответил, также в шутку, «Ну-ну, а я надеюсь, ваш дряхлый самолёт разобьётся». Этот обмен любезностями будет преследовать Дженнингза всю оставшуюся жизнь.
Ричи Валенс, у которого когда-то была аэрофобия, попросил гитариста Томми Оллсапа уступить ему своё место. Томми сказал: «Я брошу монетку, чтобы определить, кто из нас полетит». Вопреки версии, которая показана в биографических фильмах, в орлянку играли не перед взлётом, и бросал монету не Бадди Холли. Боб Хэйл (англ. Bob Hale), диджей радиостанции KRIB-AM, который работал на их концерте той ночью — бросил монетку прямо в танцзале, незадолго до того, как музыканты выехали в аэропорт. Валенс выиграл.
Дион Димуччи, вокалист и гитарист рокабилли-группы Dion and the Belmonts тоже хотел лететь, хотя неясно, когда ему это было предложено. Но он отказался, когда узнал, что стоимость билета была равна ежемесячной арендной плате за квартиру, которую снимали его родители, когда он был маленький, — эта цена показалась ему кощунством.
Существует распространённое заблуждение, что самолёт назывался «American Pie», как и знаменитая песня о его крушении 1971 года.

## Крушение

Местоположение городов Мейсон-Сити и Клир-Лейк

По окончании шоу Кэролл отвёз Холли, Валенса и Ричардсона в аэропорт. Прогноз погоды предсказывал выпадение снега и облачность ниже 910 м, а также порывы ветра в районе 32-48 км/ч. Хотя погодные условия должны были ухудшаться, в сводках, которые получил Питерсон, этой информации не было.
Самолёт выехал на взлётно-посадочную полосу (маркировка 17) и взлетел около 00:55 ночи по центральному поясному времени, во вторник — 3 февраля. Через пять минут Хьюберт Дуайер (англ. Hubert Dwyer), коммерческий пилот и владелец самолёта, наблюдал с платформы около диспетчерской башни «свет хвостовых огней самолёта, он постепенно опускался за горизонт и скрылся из виду».
Питерсон сказал Дуайеру, что он передаст план полёта Управлению воздушным движением по радиосвязи, после вылета из аэропорта. Когда он так и не вышел на связь, Дуайер попросил оператора радио продолжать попытки установить радиосвязь с пилотом, но все усилия были тщетны.
К 3:30 ночи, когда диспетчеры международного аэропорта Гектор из города Фарго также не получили данных от Питерсона, Дуайер связался с властями и сообщил, что самолёт пропал без вести.
Около 9:15 утра Дуайер арендовал другой небольшой самолёт, чтобы облететь предполагаемый маршрут Питерсона. Некоторое время спустя, около 8 км к северо-западу от аэропорта он увидел обломки в кукурузном поле, владельцем которого был Альберт Джул (англ. Albert Juhl) (43°13′12″ с. ш. 93°23′00″ з. д.).
Совет по гражданской авиации провёл исследование авиакатастрофы. В его заключении были сделаны следующие выводы:
- вскоре после вылета Питерсон был дезориентирован из-за того, что он не понял, как авиагоризонт отображал тангаж.
- положение пилота усугубилось невозможностью найти визуальный ориентир из-за беззвёздной ночи, отсутствия видимых огней на земле и без возможности определения горизонта[24].

После того, как Питерсон потерял контроль над самолётом, он сорвался в штопор и начал пикировать на кукурузное поле. Удар о землю произошёл на скорости около 270 км/ч, самолёт при этом имел крен на правую сторону. После крушения он скользил ещё 170 метров по замёрзшей земле и остановился возле проволочной ограды на границе собственности Джула. Обломки самолёта были разбросаны в радиусе 160 метров.
Заместитель шерифа Билл Макгилл отправился на место крушения. Тела Холли и Валенса лежали возле самолёта, Ричардсон перелетел через забор, в соседнее поле, принадлежавшее Оскару Моффету (англ. Oscar Moffett), Питерсон остался внутри. Макгилл связался с Кэрролл Андерсоном, который засвидетельствовал самолёт и опознал жертв катастрофы.
Все четверо погибли мгновенно от «ударов тупыми предметами», объявил коронер округа — Ральф Смайли (англ. Ralph Smiley). Свидетельство о смерти Холли описывает многочисленные травмы, которые доказывают, что музыкант умер от удара о землю:
Тело Чарльза Холли было одето в жёлтое пальто из материала, похожего на кожу, четыре шва на спине были разорваны почти во всю длину. Череп был расколот в середине лба, трещина шла до макушки. Примерно половина ткани мозга отсутствовала. Присутствовало кровотечение из обоих ушей, лицо имело многочисленные рваные раны. Грудь была мягкая из-за обширного размозжения костных структур. […] оба бедра и ноги имели множественные переломы

## Расследование
Эксперты УГА пришли к заключению, что крушение было вызвано сочетанием неблагоприятных погодных условий и ошибки пилота. Питерсон не имел допуска к полётам по приборам, без визуальных ориентиров. Кроме того, в окончательном докладе Совета по гражданской авиации отмечалось, что Питерсон проходил подготовку на самолётах с авиагоризонтом типа «вид с земли на воздушное судно», и не имел опыта работы с более современным гироскопическим прибором компании «Сперри» (англ. Sperry Attitude Gyro), которым был оборудован Beechcraft Bonanza — типа «вид с воздушного судна на землю». Эти два прибора показывают положение, в котором находится самолёт относительно земли, противоположным образом. Из чего комиссия сделала вывод, что Питерсон, скорее всего думал, что он набирает высоту, хотя на самом деле самолёт снижался. Также, расследование выявило, что Питерсон не получил соответствующих предупреждений о погодных условиях маршрута, которые, учитывая ограничения его квалификации, возможно, побудили бы его отложить полёт.

### Расследование 2007 года
В 2007 году сын Ричардсона настоял на вскрытии трупа своего отца, чтобы проверить выводы экспертизы. Отчасти это было сделано из-за теории, появившейся после того, как около места крушения был найден пистолет Бадди Холли: не стал ли случайный выстрел оружия причиной крушения самолёта. Выдвигались также предположения, что Ричардсон был жив ещё некоторое время после аварии, и отполз от места крушения, так как его тело было найдено дальше других. Уильям М. Бэсс провёл процедуру и подтвердил прежний доклад Смайли. Хорошо сохранившееся тело Ричардсона содержало «многочисленные переломы», подтверждая, что он тоже умер от удара о землю.

## Наследие

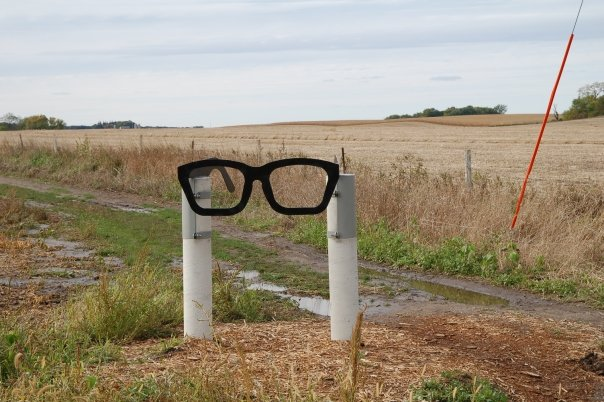
Указатель возле места катастрофы в Клир-Лейке

Беременная жена Холли, Мария Элена, узнала о смерти своего мужа по телевизору. На следующий день у неё произошёл выкидыш, врачи обосновали это психологической травмой. Мать Холли, узнав о трагической новости по радио, упала в обморок. Из-за выкидыша жены Холли в течение нескольких месяцев в стране действовал мораторий на оглашение имён жертв в СМИ, до тех пор, пока не будут проинформированы семьи погибших. Мария Элена не присутствовала на похоронах мужа и никогда не посещала места захоронения. Позже она сказала в интервью Avalanche-Journal: «В некотором смысле, я виню себя, мне было плохо, когда он уехал, я была на второй неделе беременности, и я хотела, чтобы Бадди остался со мной, но он запланировал это турне. Это был единственный раз, когда мы были порознь. И я виню себя, потому что я знаю, что если бы я была с ним, Бадди бы никогда не сел в этот самолёт».
Уэйлор Дженнингз и Томми Оллсап продолжили турне и выступали в течение двух недель, Дженнингз был в роли ведущего вокалиста. Тем временем, похороны Холли прошли 7 февраля 1959 года, в баптистской церкви техасского города Лаббок (где в то время проживала его мать). Панихиду провёл Бен Д. Джонсон, который совершил церемонию бракосочетания Холли «всего несколькими месяцами ранее». Среди тех, кто нёс гроб, были Джерри Эллисон, Джо Б. Молдин, Ники Салливан, Боб Монтгомери, Сонни Кёртис и Фил Эверли. Тело Холли было похоронено на местном кладбище. Надгробие выполнено в форме его любимой гитары — Fender Stratocaster, фамилия музыканта была написана, как и при рождении — «Holley».
Первой песней, посвящённой музыкантам, была «Three Stars» Эдди Кокрана. В 1971 году инцидент стал темой песни Дона Маклина «American Pie». Благодаря ей за этой авиакатастрофой закрепилось название — «День, когда умерла музыка», который для Маклина символизирует «потерю невинности» раннего поколения рок-н-ролла. Также события авиакатастрофы освещались в биографическом фильме 1978 года — «История Бадди Холли», а также в киноленте, посвящённой жизни Ричи Валенса — «Ла Бамба» (1987 год).

### Памятник

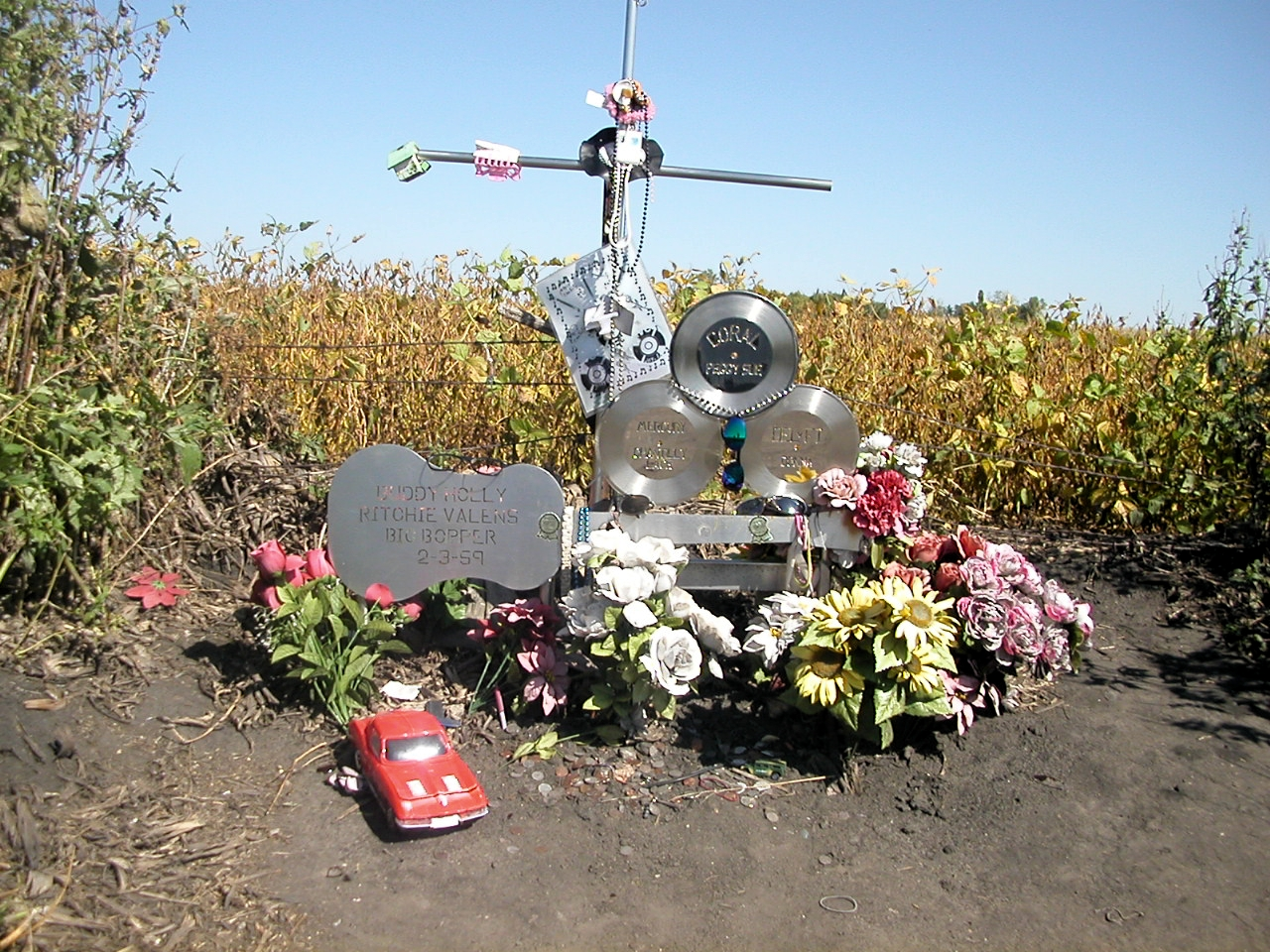
Мемориал на месте катастрофы, 16 сентября 2003 года

В 1988 году Кен Пакетт (англ. Ken Paquette), любитель музыки 1950-х из Висконсина, установил памятник из нержавеющей стали, изображающий гитару и композицию из трёх пластинок с именами погибших музыкантов. Памятник расположен на частных сельхозугодьях, приблизительно в 400 метрах к западу от пересечения 315-й стрит и Галл-авеню, в 8 км к северу от Клир Лэйк. На дорогу к месту крушения указывает памятный знак в форме очков в роговой оправе. Пакетт создал аналогичный памятник трём музыкантам, который установили снаружи танцзала Riverside Ballroom в Грин Бэй, где Холли, Биг Боппер и Валенса играли ночью 1 февраля 1959 года. Этот мемориал был открыт 17 июля 2003 года. В феврале 2009 года Пакетт создал памятник пилоту Роджеру Питерсону. Он был установлен на месте крушения.

### Мемориальные концерты
Начиная с 1979 года, поклонники Холли, Валенс и Ричардсона собираются на ежегодных мемориальных концертах в Surf Ballroom. 2 февраля 2009 состоялся юбилейный концерт, посвящённый 50-летию трагических событий, в нём участвовали: Делберт Макклинтон, Джо Эли, Ванда Джексон, Los Lobos, Los Lonely Boys, Крис Монтез, Бобби Ви, Грэм Нэш, Peter & Gordon, Томми Оллсап и группа House Band, включающая Чака Ливелла, Джеймса «Хатча» Хатчинсона, Бобби Киса, Кенни Ароноффа и Томми Оллсапа. Кроме того, на этом шоу выступил Джей П. Ричардсон — сын Биг Бопера; Боб Хэйл был конферансье этого мероприятия, так же как и на последнем концерте погибших музыкантов — в 1959 году.